# Philippe Martin (Politiker, 1953)

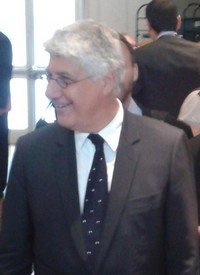
Philippe Martin, 2013.

Philippe Martin (* 22. November 1953 in La Garenne-Colombes, Département Seine) ist ein französischer Politiker der Parti socialiste. Er war 2002–2013 und 2014–2017 Abgeordneter der französischen Nationalversammlung und dazwischen von Juli 2013 bis April 2014 Minister für Umwelt, nachhaltige Entwicklung und Energie.
Martin begann seine Karriere als Mitarbeiter verschiedener Politiker der Parti socialiste. Von 1992 bis 1994 war er Präfekt des Départments Gers, dann bis 1995 des Départements Landes. Als Vertreter des Kantons Valence-sur-Baïse bzw. ab 2015 des Kantons Baïse-Armagnac gehörte er von 1998 bis 2022 dem Generalrat bzw. Départementrat von Gers in Südwestfrankreich an und war in dieser Zeit auch dessen Präsident (mit einer Unterbrechung während seines Ministeramtes 2013–14). Als Abgeordneter des 1. Wahlkreises von Gers wurde Martin 2002 erstmals in die Nationalversammlung gewählt, der er (ebenfalls mit einer Unterbrechung) während drei Legislaturperioden angehörte. Ab 2009 war er Mitglied des Parlamentsausschusses für nachhaltige Entwicklung und Raumordnung. 
Während der Präsidentschaft François Hollandes wurde Martin als Nachfolger der entlassenen Delphine Batho am 2. Juli 2013 zum Minister für Umwelt, nachhaltige Entwicklung und Energie im Kabinett Ayrault II ernannt. Als dieses Ende März 2014 zurücktrat, wurde er als Umweltminister durch Ségolène Royal ersetzt. Anschließend nahm er wieder sein Abgeordnetenmandat und seine Funktionen auf Départementebene auf. Bei der Parlamentswahl 2017 trat er nicht mehr für ein Abgeordnetenmandat an, seinen Wahlkreis gewann Jean-René Cazeneuve von Emmanuel Macrons neuer Partei La République en Marche. Martin blieb aber Präsident des Départementrates.
Von 2002 bis 2013 hatte Martins damalige Ehefrau Joëlle Martin eine bezahlte Anstellung als parlamentarische Assistentin in seinem Abgeordnetenbüro, ohne wirklich dort zu arbeiten (Scheinbeschäftigung). Im Januar 2022 wurde Philippe Martin der „Veruntreuung öffentlicher Gelder“ für schuldig befunden und zu zwei Jahren Gefängnis sowie zur Rückzahlung von 238.000 Euro an die Nationalversammlung verurteilt, seine Ex-Frau zu sechs Monaten auf Bewährung wegen „Mittäterschaft und Verschleierung der Veruntreuung öffentlicher Gelder“. Für einen Zeitraum von drei Jahren verlor er außerdem sein passives Wahlrecht und musste von allen politischen Ämtern zurücktreten.

## Belege
1. ↑  Emploi fictif à l'Assemblée : deux ans de prison avec sursis pour l'ex-ministre PS Philippe Martin.
2. ↑  L’ancien ministre PS Philippe Martin quitte la présidence du Gers après sa condamnation, Le Monde, 6. Januar 2022.

| Personendaten    | Personendaten                                                  |
| ---------------- | -------------------------------------------------------------- |
| NAME             | Martin, Philippe                                               |
| KURZBESCHREIBUNG | französischer Politiker (PS), Mitglied der Nationalversammlung |
| GEBURTSDATUM     | 22. November 1953                                              |
| GEBURTSORT       | La Garenne-Colombes                                            |